# Orbita okołoksiężycowa
Orbita okołoksiężycowa – orbita obiektu poruszającego się wokół Księżyca (naturalnego satelity Ziemi). Pierwszym pojazdem na tej orbicie była radziecka sonda Łuna 10. 
Orbita okołoksiężycowa różni się od orbity Księżyca, czyli trajektorii, po której Księżyc porusza się wokół Ziemi.

## Misje bezzałogowe
Pierwszym ziemskim obiektem, który przeleciał obok Księżyca, była radziecka sonda Łuna 1 wystrzelona 2 stycznia 1959 roku. Pojazd ten jednak nie wszedł na orbitę okołoksiężycową – jego celem było uderzenie w powierzchnię Księżyca, zaś z powodu awarii systemu sterowania jedynie przeleciał 5 995 km od Księżyca by wejść na orbitę heliocentryczną.
1 marca 1966 roku Związek Radziecki podjął próbę umieszczenia na orbicie okołoksiężycowej 6 540 kilogramowej sondy – nieudaną z powodu awarii trzeciego stopnia rakiety Mołnia 8K78M. Pierwszym sztucznym satelitą Księżyca została  Łuna 10, 1597 kilogramowa sonda wystrzelona 31 marca 1966 roku (indeks COSPAR: 1966-027A). Pojazd wszedł na orbitę Księżyca (350 x 1017 km, inklinacja: 71,9° do płaszczyzny lunarnego równika) 4 kwietnia o godzinie 21.44 czasu moskiewskiego. Łuna 10 wykonała łącznie 460 okrążeń wokół Księżyca.  